# Ghosthunters
Pour plus de détails, voir Fiche technique et Distribution.
Ghosthunters est un film d'horreur américain de 2016, écrit et réalisé par Pearry Reginald Teo. Le film met en vedette Francesca Santoro, Stephen Manley et David O'Donnell. Le film est sorti chez The Asylum le 5 juillet 2016. Dans la tradition du catalogue de The Asylum, Ghosthunters est un mockbuster du film SOS Fantômes de 2016,.

## Synopsis
Un groupe d’enquêteurs paranormaux, formé de Neal, Henry, Jessica, Amy (la petite amie de Neal) et Devon (la petite amie de Jessica) arrive dans une maison où la femme et la fille d’Henry ont été assassinées par un tueur en série connu uniquement sous le surnom de Night Stalker. L’équipe espère libérer les âmes des deux victimes via un dispositif créé par Neal, qui peut capturer les fantômes et les sceller dans des conteneurs. Alors que l’enquête avance, Devon est tué par un couteau flottant, tandis qu’Amy a une série de visions. Ces visions lui montrent non seulement la mort de la femme et de la fille d’Henry, mais lui révèlent également que Henry est le Night Stalker. Henry les avait assassinées dans le cadre d’une expérience paranormale, dans l’espoir que leur détresse extrême amplifierait l’énergie paranormale. Amy parvient à obtenir un enregistrement d’Henry avouant les meurtres, une action qui se termine avec Henry tirant sur Neal avec une arme qu’il portait avec lui. Amy et Jessica s’enfuient, mais elles sont rattrapées par Henry. Elles sont épargnées lorsque le fantôme de la femme d’Henry apparaît, et distrait ce dernier assez longtemps pour que Jessica brise les récipients des ectoplasmes. Les fantômes, maintenant libérés, attaquent Henry, le tuant. Cela donne à Amy et Jessica une chance de s’échapper, mais Jessica est abattue et meurt. Le film se termine avec Amy, la seule survivante des événements de la nuit, quittant la maison à l’arrivée de la police.

## Distribution
- Francesca Santoro : Amy
- Stephen Manley : Henry
- David O'Donnell : Neal
- Liz Fenning : Jessica
- Web Crystal : Devon
- Phyllis Spielman : Martha
- Anna Harr : Gabby
- Kim Shannon : Sally
- Aaron Moses : Stanley
- Kris Marconi : Officier de police Mack

## Versions
Le film est sorti directement en vidéo le 5 juillet 2016 aux États-Unis.

## Accueil

### Réception critique
HorrorNews.net a évalué le film, le critiquant pour son manque de logique et de sens, tout en déclarant que « En fin de compte, cependant, les fans d’horreur ont tendance à donner la priorité à la tension et à la terreur plutôt qu’à la lucidité, et si vous êtes prêt à faire ce compromis, Ghosthunters peut être étrangement satisfaisant. »